# Музей

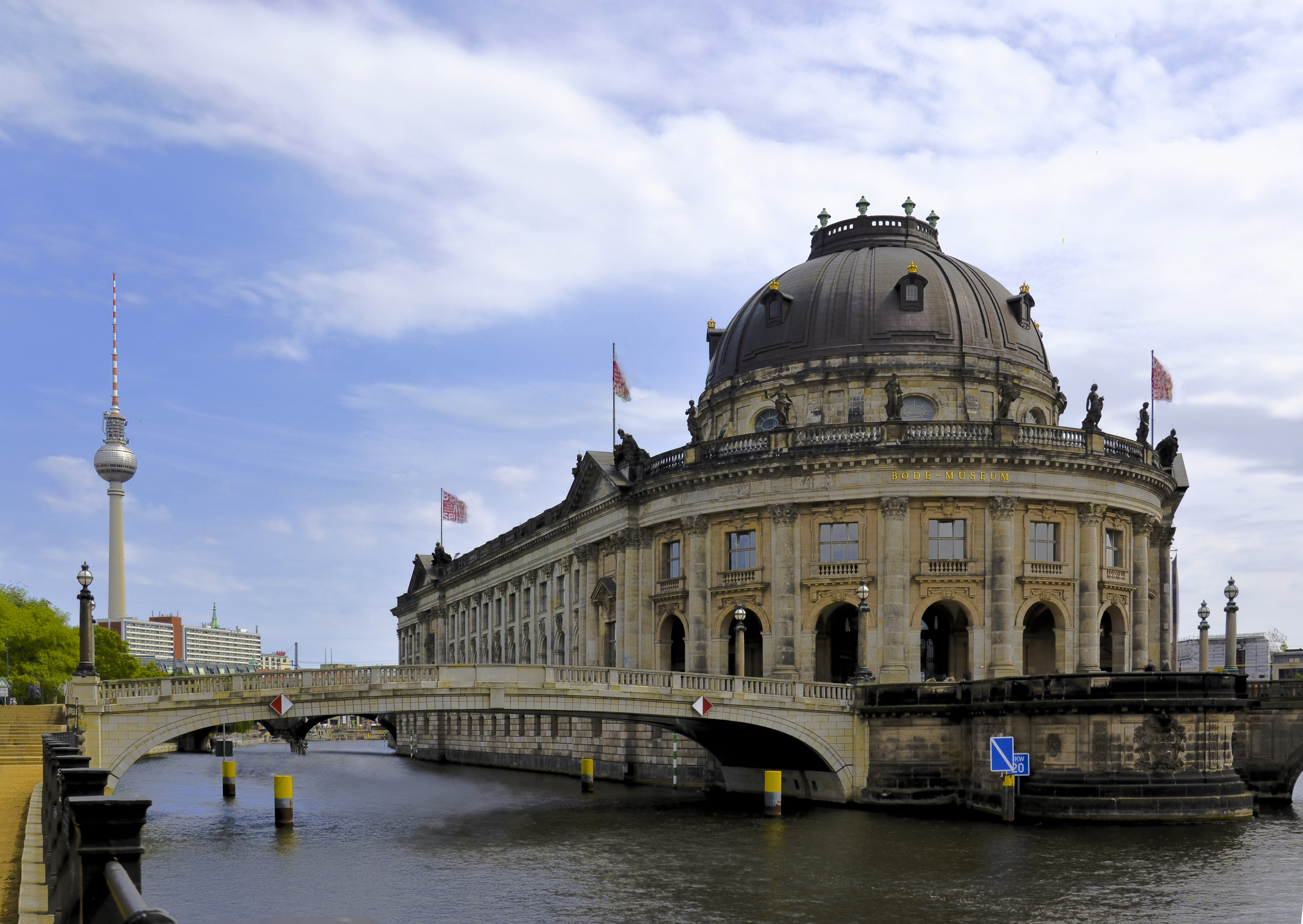
Музейний острів, Берлін

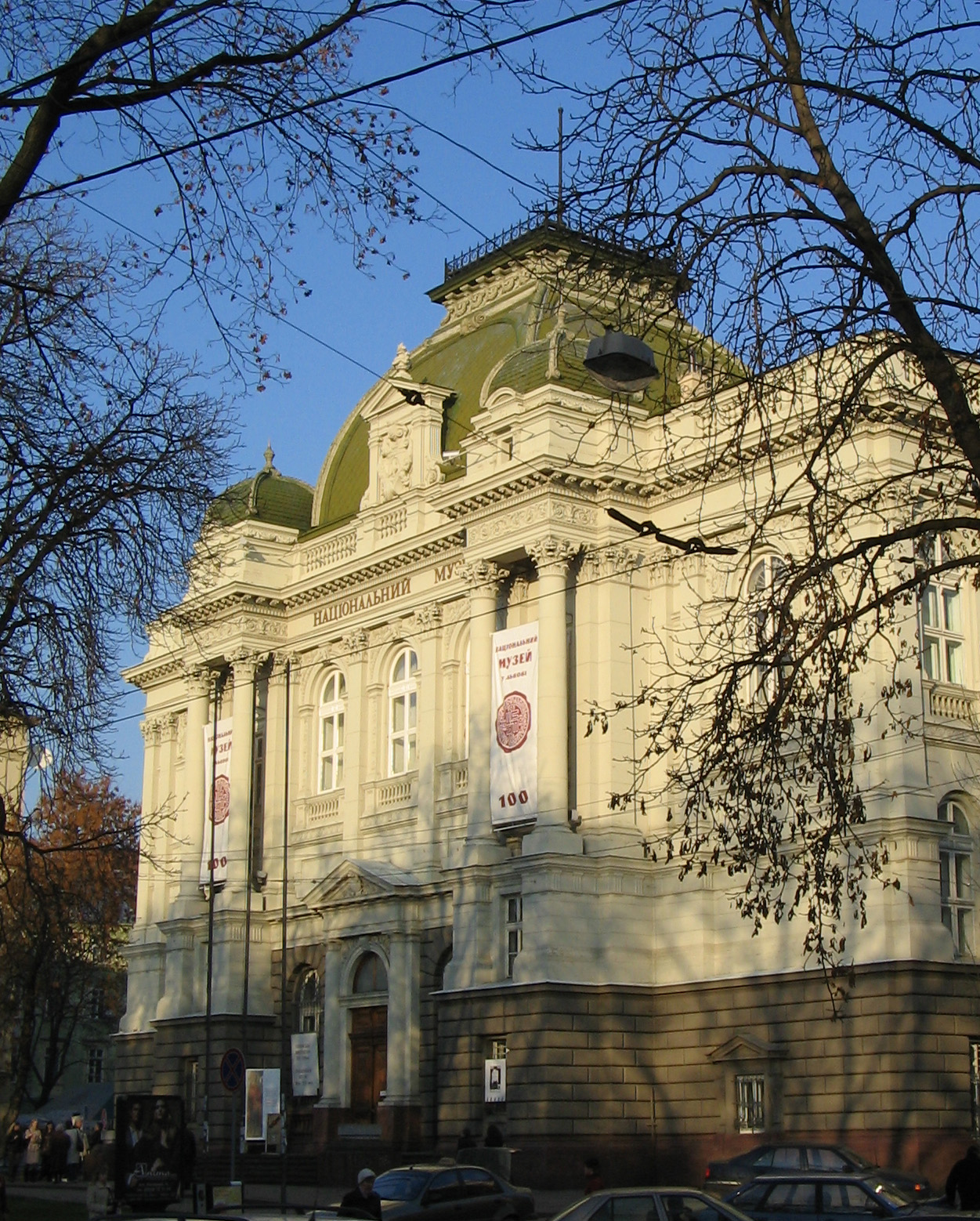
Національний музей у Львові

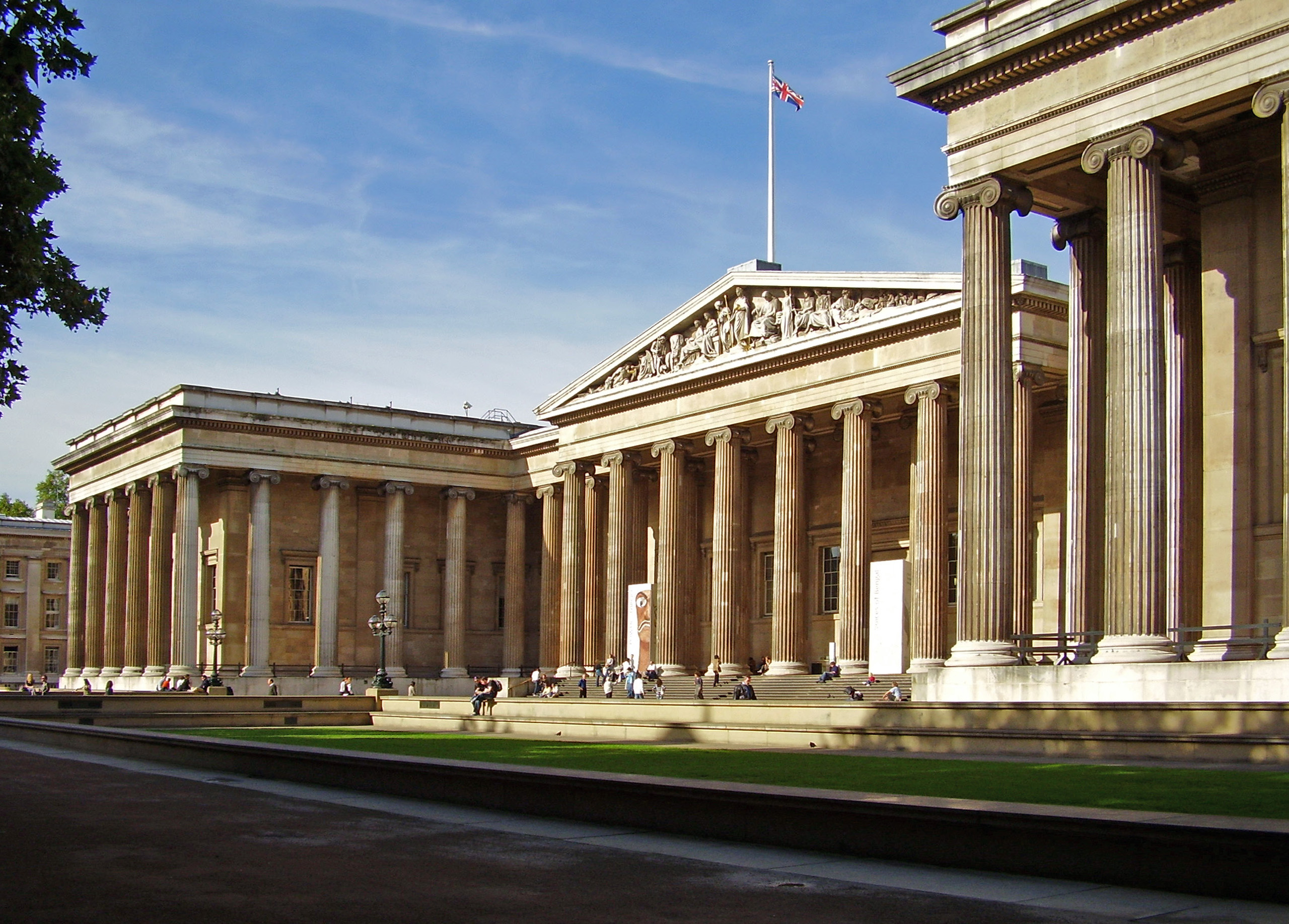
Британський музей в Лондоні — один з найбільших музеїв у світі

Музе́й (від дав.-гр. τὸ Μουσεῖον — «дім Муз») — науково-дослідний та культурно-освітній заклад, призначений для вивчення, збереження та використання пам'яток природи, матеріальної і духовної культури, прилучення громадян до надбань національної і світової історико-культурної спадщини.
Щороку 18 травня святкується Міжнародний день музеїв, у який у деяких країнах проводиться Ніч музеїв.
Основними напрямами музейної діяльності є культурно-освітня, науково-дослідна, інформаційна діяльність, комплектування музейних зібрань, експозиційна, фондова, видавнича, реставраційна, пам'яткоохоронна робота. Музеї є юридичними особами, крім тих, що створюються і діють при підприємствах, установах, організаціях, навчальних закладах.

## Історія утворення

### Стародавній світ
У II тис. до н. е. писарі Ура та інших міст Межиріччя почали збирати літературні та наукові тексти, написані клинописом на глиняних табличках. Таким чином виникали приватні і царські бібліотеки. Найбільшою з них була бібліотека Ашшурбаніпала (VII ст. до н. е.), яка нараховувала понад 30 тисяч табличок. У VI ст. до н. е. вавилонський цар Набонід збирав старожитності, займався розкопками і навіть відновив частину Ура халдейського.

### Античність
У Давній Греції мусейонами (музеями) називалися вівтарі для жертвоприношення музам, які вважалися божествами джерел, а пізніше — покровительками мистецтв і наук. Подібні вівтарі містилися у філософських школах Платона й Арістотеля для здійснення обрядів. Іноді мусейони слугували не лише місцями для поклоніння музам, але й проведення творчих змагань поетів. У Феспійському святилищі раз на п'ять років проводилися загальногрецькі святкування на честь муз — Мусеї. У самому святилищі і його околицях містилися статуї богинь, виконані скульпторами Кефісодотом і Праксителем, статуї Діоніса роботи Мирона і Лісіппа, відомий мармуровий Ерос Праксителя.
Ці статуї, а також предмети декоративно-прикладного мистецтва, реліквії, військові трофеї, присвячувалися богам на честь одержаної над ворогом перемоги, у надії отримати зцілення чи задовольнити будь-яке прохання. Із цих дарів створювалися перші колекції, які зберігалися в святилищах, храмах, скарбницях. Спеціальні служителі переймалися їхньою охороною й обліком. Вони складали детальні списки речей, де вказували назву предмета, матеріал, з якого його виготовлено, масу, особливі ознаки, стан, ім'я бога, якому він присвячувався, привід і дата присвячення, ім'я та етнічна приналежність того, хто дарує. Речі, які перебували у зруйнованому стані, заносилися у списки речей на вилучення, які затверджувалися радою храму. Оскільки руйнувати ці предмети не дозволялося, то вироби із золота і срібла переплавлялися на зливки, які потім присвячувалися богам, інші — закопувалися у храмові резервуари чи підземні сховища.

### Відродження
- Александрійський мусейон
- Александрійська бібліотека
- Пергамська бібліотека

## Найвідвідуваніші музеї
| №  | Музей                                         | Місто           | Країна          | Відвідувачі (за рік) |
| -- | --------------------------------------------- | --------------- | --------------- | -------------------- |
| 1  | Лувр                                          | Париж           | Франція         | 8,100,000            |
| 2  | Національний музей Китаю                      | Пекін           | КНР             | 7,290,000            |
| 3  | Національний музей природознавства            | Вашингтон       | США             | 6,900,000            |
| 4  | Національний музей авіації і космонавтики США | Вашингтон       | США             | 6,900,000            |
| 5  | Британський музей                             | Лондон          | Велика Британія | 6,820,686            |
| 6  | Музей мистецтва Метрополітен                  | Нью-Йорк        | США             | 6,533,106            |
| 7  | Музеї Ватикану                                | Ватикан (Рим)   | Ватикан         | 6,002,251            |
| 8  | Шанхайський науково-технічний музей           | Шанхай          | КНР             | 5,948,000            |
| 9  | Національна галерея                           | Лондон          | Велика Британія | 5,908,254            |
| 10 | Національний палац-музей                      | Тайбей          | Тайвань         | 5,301,860            |
| 11 | Музей природознавства                         | Лондон          | Велика Британія | 5,284,023            |
| 12 | Американський музей природознавства           | Нью-Йорк        | США             | 5,000,000            |
| 13 | Тейт Модерн                                   | Лондон          | Велика Британія | 4,712,581            |
| 14 | Національна галерея мистецтва                 | Вашингтон       | США             | 4,104,331            |
| 15 | Національний музей американської історії      | Вашингтон       | США             | 4,100,000            |
| 16 | Ермітаж                                       | Санкт-Петербург | Росія           | 3,668,031            |
| 17 | Музей д'Орсе                                  | Париж           | Франція         | 3,440,000            |
| 18 | Музей Вікторії та Альберта                    | Лондон          | Велика Британія | 3,432,325            |
| 19 | Музей науки                                   | Лондон          | Велика Британія | 3,356,212            |
| 20 | Центр мистецтв королеви Софії                 | Мадрид          | Іспанія         | 3,249,591            |

## Види музеїв
За своїм профілем музеї поділяються на такі види:
- історичні
- археологічні
- краєзнавчі
- природничі
- літературні
- меморіальні
- мистецькі
- етнографічні
- технічні
- галузеві тощо.
- ретро

На основі ансамблів, комплексів пам'яток та окремих пам'яток природи, історії, культури та територій, що становлять особливу історичну, наукову і культурну цінність, можуть створюватись історико-культурні заповідники, музеї-заповідники, музеї просто неба, меморіальні музеї-садиби.
Останнім часом зелений туризм на Київщині пропонує відпочинок у формі екскурсій до музеїв-садиб старовинного побуту з повноцінним харчуванням. Щоправда це ще молодий напрям туризму, і дещо поступається можливостям карпатського регіону з його гірськими, культурними, та готельними принадами.

## Музейна територія

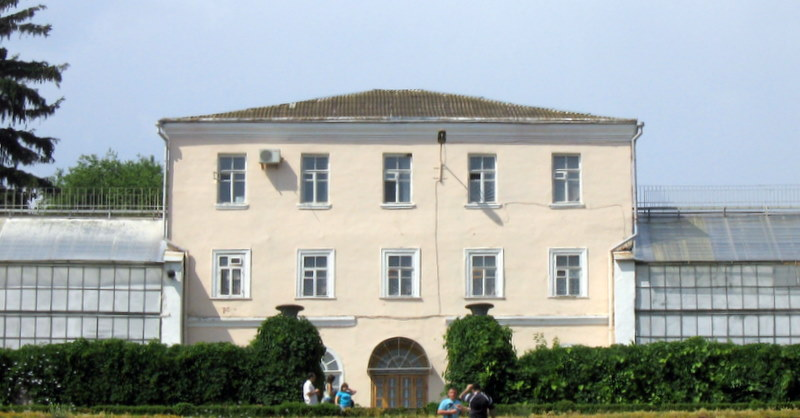
Софіївка (дендропарк), Оранжерея

На території, відведеній для музею, забороняється діяльність, що суперечить його функціональному призначенню або може негативно впливати на стан зберігання музейного зібрання, а також інша діяльність, яка є несумісною з діяльністю музею як закладу культури. На цій території згідно з статутом музею може бути виділено зони:
- заповідна — для зберігання і охорони найцінніших історико-культурних комплексів і окремих об'єктів;
- експозиційна — для стаціонарного демонстрування великогабаритних музейних предметів і використання в культурно-пізнавальних цілях;
- наукова — для проведення науково-дослідної роботи;
- рекреаційна — для відпочинку та обслуговування відвідувачів музею;
- господарська — для розміщення допоміжних господарських об'єктів.

Качанівка, план паркової зони
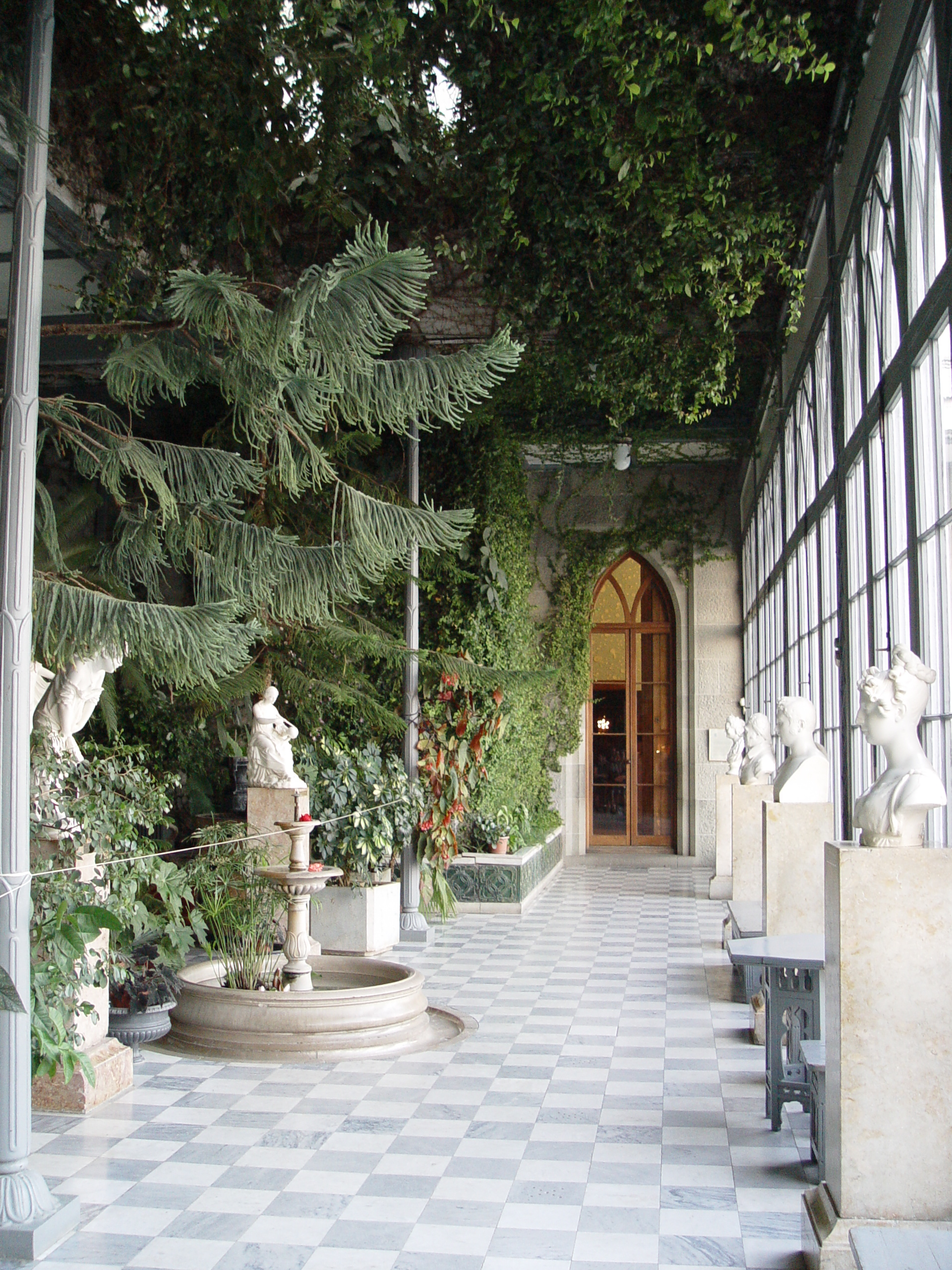
Воронцовський палац (Алупка), Зимовий сад.